# شهرداری گاردابانی
شهرداری گاردابانی (گرجی: გარდაბნის მუნიციპალიტეტი) یکی از شهرداری‌های گرجستان در منطقه کومو کارتلی است. مرکز اداری آن گاردابانی است.

## مردم
بر اساس سرشماری جمعیت گرجستان در سال ۲۰۰۲ میلادی، ۵۳.۲٪ از مردم گرجی، ۴۳.۷۲٪ از مردم مردم آذری، ۰.۹۳٪ از مردم ارمنی و سایر از مردم روس، مردم آسی و یونانی‌ها بوده‌اند.

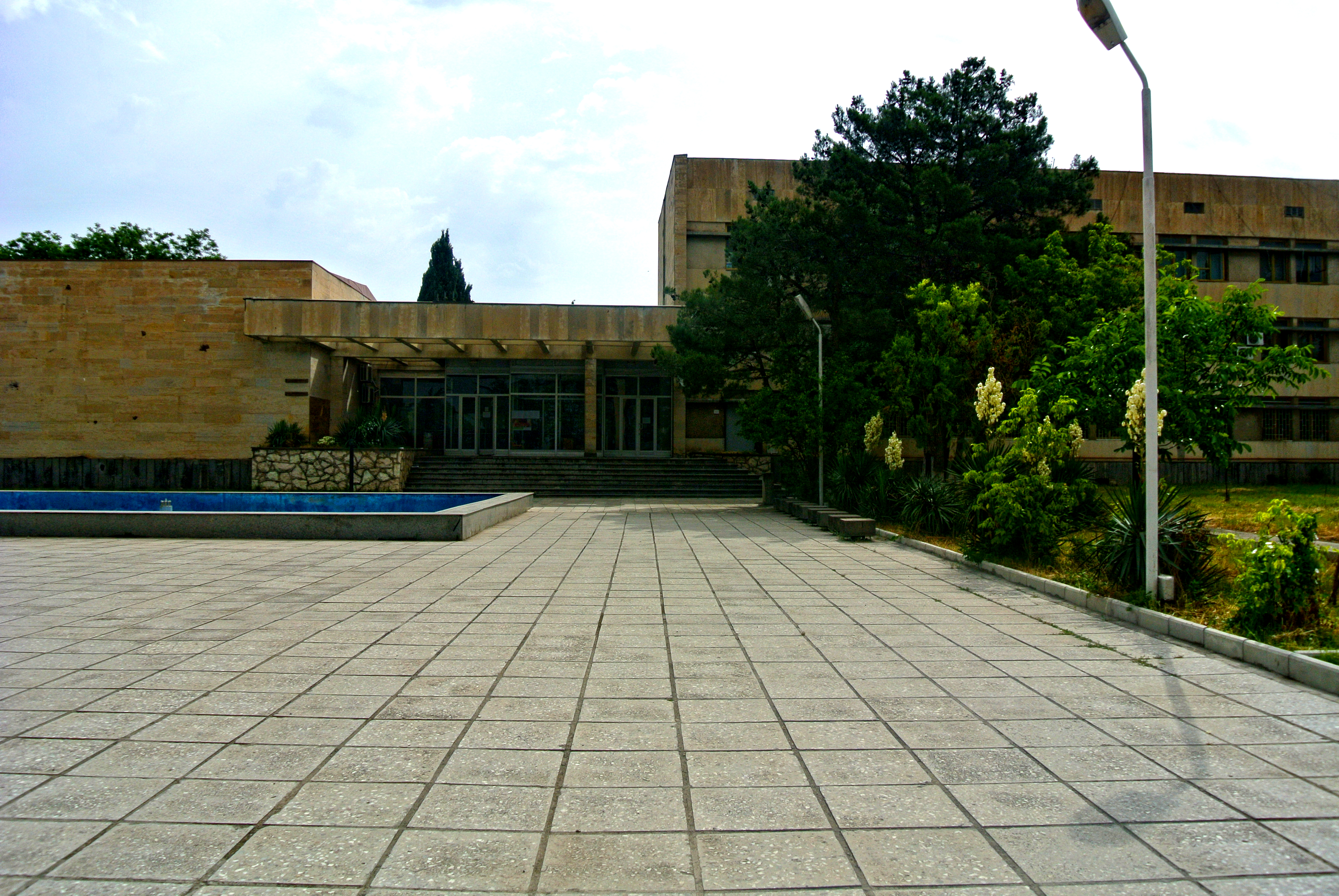
گاردابانی، بزرگ‌ترین شهر این ناحیه

## اقتصاد
این شهرداری در سال ۲۰۱۲ دارای ۴۲ منطقه دارای جمعیت از جمله یک شهر (گاردابانی)، ۲ دابا و ۳۹ روستا وجود داشته است. جمعیت شهری ۱۶۲۰۰ نفر و در جمعیت روستایی ۸۳۵۰۰ نفر بوده است، بنابراین ۸۵٪ در روستاها زندگی می‌کنند. درآمد شهرداری از صنعت (بیشتر برق)، ساخت و ساز، خدمات، کشاورزی و خدمات عمومی تامین می‌شود. اولویت شهرداری توسعه کشاورزی و صنعت است.
درآمد مردم بیشتر از راه کشاورزی و مشاغل جزئی (فروشگاه‌ها و ...) و خدمات عمومی تأمین می‌شود.

## نگارخانه

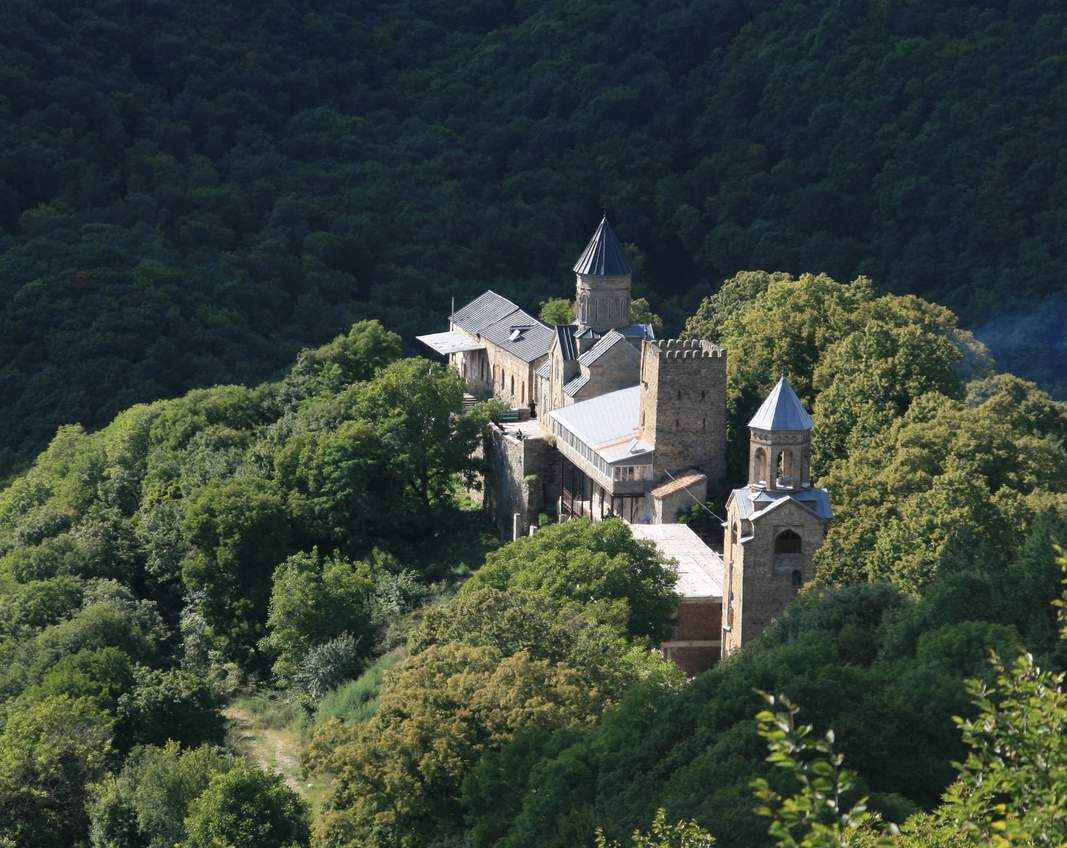
صومعه مارتکوپی

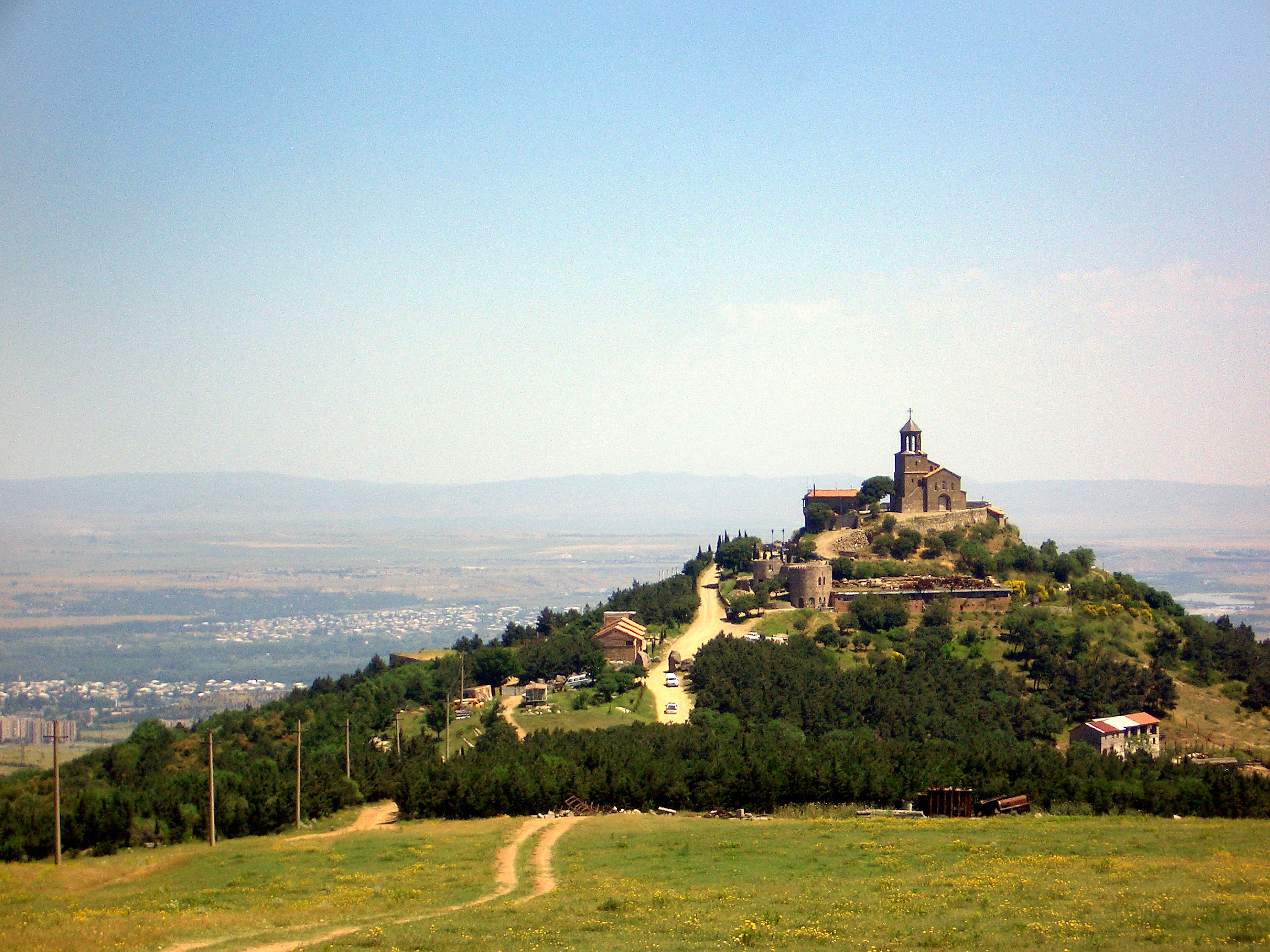
قله شوانابادا